# 1344
| 1344               |
| ------------------ |
| Dødsfald - Fødsler |
|                    |

| Gregoriansk kalender | 1344 MCCCXLIV           |
| Ab urbe condita      | 2097                    |
| Armensk kalender     | 793 ԹՎ ՉՂԳ              |
| Kinesiske kalender   | 4040 – 4041 癸未 – 甲申 |
| Etiopisk kalender    | 1336 – 1337             |
| Jødisk kalender      | 5104 – 5105             |
| Hindukalendere       |                         |
| - Vikram Samvat      | 1399 – 1400             |
| - Shaka Samvat       | 1266 – 1267             |
| - Kali Yuga          | 4445 – 4446             |
| Iransk kalender      | 722 – 723               |
| Islamisk kalender    | 745 – 746               |

Konge i Danmark: Valdemar 4. Atterdag konge af Danmark 1340-1375
Se også 1344 (tal)